# 御所神社 (北九州市)
御所神社（ごしょじんじゃ）は、福岡県北九州市門司区大里戸ノ上に鎮座する神社。

## 祭神
- 安徳天皇
- 平宗盛

## 歴史
1183年（寿永2年）、源義仲に京を追われた平家一門によって安徳天皇のために築かれた仮の御所の伝承地。

## 境内

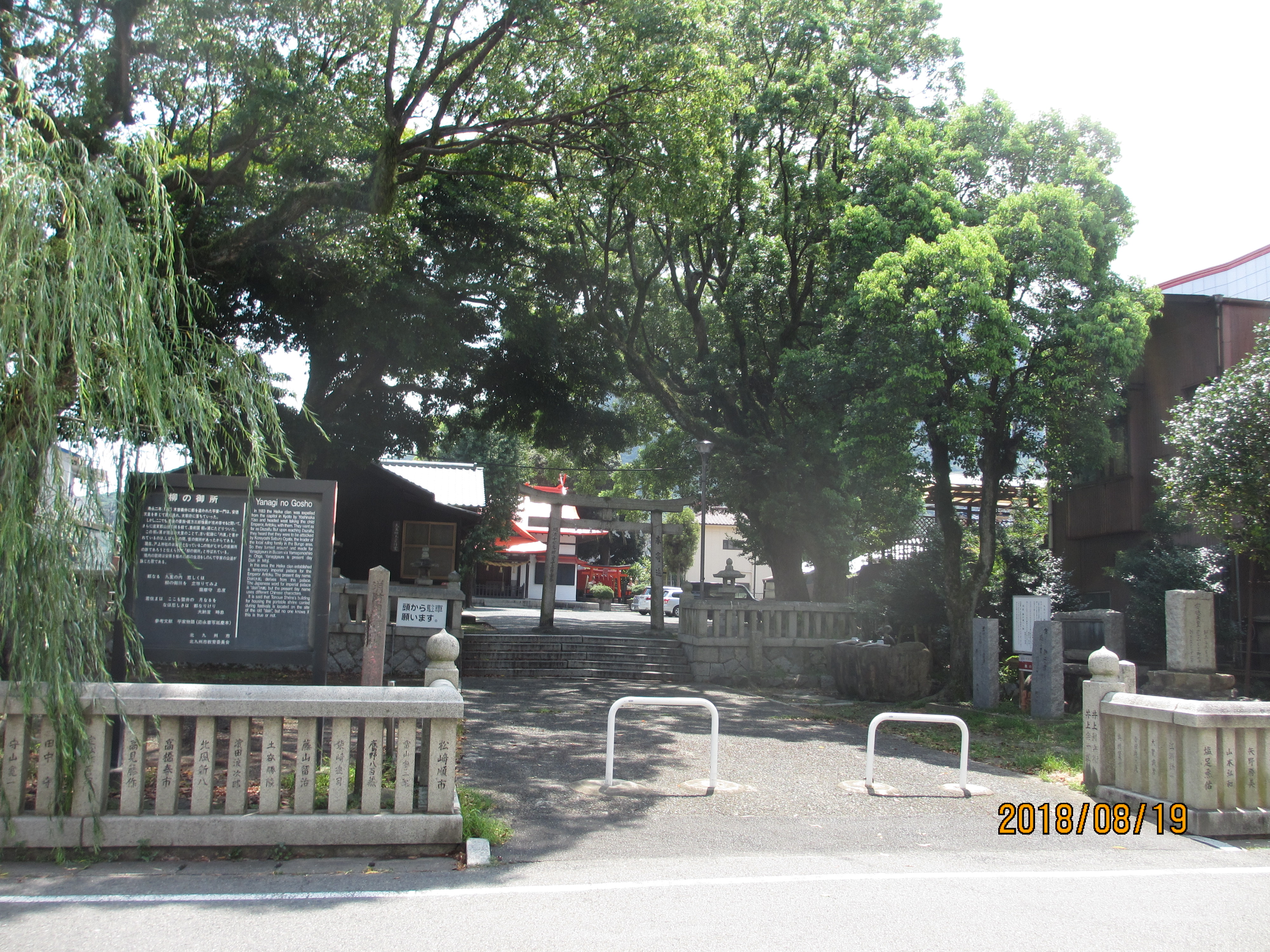

- 拝殿は1902年（明治35年）に明治天皇の熊本行幸のため大里停車場構内に新築された御休憩所を九州鉄道から寄贈を受け、1903年（明治36年）に移築造営したもの。[2] 1902年に門司市でコレラの流行があり、天皇の上陸地が門司から柳ヶ浦村に変更された（柳ヶ浦村は1908年（明治41年）の町制施行で大里町となる。大里町は1923年（大正12年）に門司市と合併し廃止された）。[3]

- 平時忠、平忠度、平経正の歌碑がある。[4]

## アクセス
- JR九州 門司駅から徒歩約10分。
- 西鉄バス 柳御所バス停から徒歩2分